# دبی دب
دبی دب (انگلیسی: Debbie Deb؛ ۱۹۷۰ – ۱ ژانویه ۱۹۹۹) یک خواننده اهل ایالات متحده آمریکا بود.